# Équipe de Chine féminine de water-polo
L’équipe nationale féminine chinoise de water-polo est la sélection nationale représentant la Chine dans les compétitions internationales de water-polo réservées aux femmes.  

## Performances dans les compétitions internationales

### Jeux olympiques
- 2000 : Non-participation
- 2004 : Non-participation
- 2008 : 5e place
- 2012 : 5e place
- 2016 : 7e place
- 2020 : 8e place
- 2024 : 10e place

### Championnats du monde
- 1986 : n'a pas participé
- 1991 : n'a pas participé
- 1994 : n'a pas participé
- 1998 : n'a pas participé
- 2001 : n'a pas participé
- 2003 : n'a pas participé
- 2005 : n'a pas participé
- 2007 : 14e place
- 2009 : 11e place
- 2011 :  Médaille d'argent
- 2013 : 9e place
- 2015 : 5e place
- 2017 : 10e place
- 2019 : 11e place

### Ligue mondiale
- 2004 : n'a pas participé
- 2005 : n'a pas participé
- 2006 : n'a pas participé
- 2007 : 6e place
- 2008 : 5e place
- 2009 : 5e place
- 2010 : 5e place
- 2011 : 4e place
- 2012 : 4e place
- 2013 :  Vainqueur
- 2014 : 4e place
- 2015 : 4e place
- 2016 : 4e place
- 2017 : 6e place
- 2018 : 6e place
- 2019 : 8e place
- 2020 : n'a pas participé

### Coupe du monde
- 1979 : n'a pas participé
- 1980 : n'a pas participé
- 1981 : n'a pas participé
- 1983 : n'a pas participé
- 1984 : n'a pas participé
- 1988 : n'a pas participé
- 1989 : n'a pas participé
- 1991 : n'a pas participé
- 1993 : n'a pas participé
- 1995 : n'a pas participé
- 1997 : n'a pas participé
- 1999 : n'a pas participé
- 2002 : n'a pas participé
- 2006 : 8e place
- 2010 :  Médaille de bronze
- 2014 : 4e place
- 2018 : 5e place

### Jeux asiatiques
- 2010 :  Médaille d'or
- 2014 :  Médaille d'or
- 2018 :  Médaille d'or